# Communes de la wilaya de Guelma
Pour les autres communes, voir Liste des communes d'Algérie.
Liste des communes de la Wilaya algérienne de Guelma par ordre alphabétique:
1. Aïn Ben Beida
2. Aïn Larbi
3. Aïn Makhlouf
4. Aïn Reggada
5. Aïn Sandel
6. Belkheir
7. Ben Djerrah
8. Beni Mezline
9. Bordj Sabath
10. Bouhachana
11. Bouhamdane
12. Bouati Mahmoud
13. Bouchegouf
14. Boumahra Ahmed
15. Dahouara
16. Djeballah Khemissi
17. El Fedjoudj
18. Guellat Bou Sbaa
19. Guelma
20. Hammam Debagh
21. Hammam N'Bail
22. Héliopolis
23. Houari Boumédiène
24. Khezarra
25. Medjez Amar
26. Medjez Sfa
27. Nechmaya
28. Oued Cheham
29. Oued Fragha
30. Oued Zenati
31. Ras El Agba
32. Roknia
33. Sellaoua Announa
34. Tamlouka